# Seraphine Nyauma
Seraphine Nyauma oder Seraphina Nyauma (* 1965) ist eine ehemalige kenianische Speerwerferin. Sie wurde zweimal Afrikameisterin in dieser Disziplin.

## Leben
Sie gewann 1983 die Goldmedaille bei den Ost- und Zentralafrikanischen Meisterschaften, die Silbermedaille mit 51,60 m bei den Afrikaspielen 1987 in Nairobi, die Goldmedaille bei den Afrikanischen Meisterschaften 1990 in Kairo für die Weite von 46,82 m, die Goldmedaille nach einer geworfenen Weite von 51,94 m bei den Afrikaspielen 1991 in Kairo und die Goldmedaille nach 53,02 m bei den Afrikanischen Meisterschaften 1992 in Belle Vue Maurel (Mauritius) und wurde nach einem Wurf von 48,58 m Achte bei dem Leichtathletik-Weltcup 1992 in Havanna.